# Roi Zhuang de Zhou
roi Zhuang de Zhou, ou Zhou Zhuang wang (chinois simplifié : 周庄王 ; chinois traditionnel : 周莊王 ; pinyin : zhōu zhuāng wáng) de son nom personnel Ji Tuo (姬佗, jī 佗). Il fut le quinzième souverain de la dynastie Zhou. Il fut intronisé à Luoyi (洛邑, luòyì) en -696 et son règne se termina en -682.

## Tentative d'assassinat
En -693, le duc Heijian de Zhou planifia d'assassiner le roi Zhuang, pour le remplacer par le prince Ke. Heijian commit l'imprudence de parler de son plan au grand officier Xin Bo, qui lui conseilla d'abandonner son projet. Néanmoins le duc Heijian alla de l'avant avec son projet. Xin Bo alla trouver le roi Zhuang et lui raconta tout ce qu'il savait et le roi put s'échapper du piège qui lui était destiné. Xin Bo aida également le roi à piéger le duc Heijian, qui fut par la suite exécuté.